# Nocciolo centrale d'inerzia
Il nocciolo centrale d'inerzia è il luogo dei centri relativi (antipoli) delle rette che sono tangenti alla sezione assegnata; insieme all'ellisse centrale d'inerzia è un elemento fondamentale nei calcoli della geometria delle masse.
Noto l'ellisse centrale d'inerzia è possibile tracciare il contorno del nocciolo; dalle proprietà della polarità di inerzia discendono direttamente delle regole che agevolano la costruzione del nocciolo:
- se il contorno della sezione presenta un vertice allora in corrispondenza il contorno del nocciolo presenterà un tratto rettilineo;
- se il contorno della sezione presenta un tratto rettilineo allora in corrispondenza il contorno del nocciolo presenterà un vertice;
- se la sezione è un poligono allora lo è anche il nocciolo ed ha lo stesso numero di lati;
- il nocciolo è sempre convesso;
- il nocciolo ha le stesse proprietà di simmetria della sezione.

Se a è una retta tangente alla figura data, l'antipolo A è sul diametro y0 coniugato di a; e se y' è la distanza del punto P' di contatto dal diametro x0 parallelo alla retta tangente, misurata nella direzione y0, il raggio vettore GA = w' del nocciolo disteso su y0 si ricava dalla: w' = ρ2x0 / y' e analogamente: w = ρ2x0 / y il nocciolo indica per quale direzione ye sono i suoi massimi.

## Metodo grafico
Per quanto riguarda le sezioni rettangolari il nocciolo centrale d'inerzia è detto anche terzo medio, in quanto descritto da un rombo le cui diagonali hanno lunghezza pari ad un terzo del lato della sezione a cui corrispondono. La diagonale verticale sarà pari ad un terzo dell'altezza della sezione, quella orizzontale pari ad un terzo della base.
Tramite il metodo grafico è possibile determinare il centro di pressione e la posizione dell'asse neutro, in particolare in sezioni rettangolari; ci sono 4 casi:
- centro di pressione all'interno del nocciolo centrale d'inerzia, l'asse neutro esterno al bordo in sezione rettangolare;
- centro di pressione situato sul bordo del nocciolo centrale d'inerzia l'asse neutro coincide con il bordo della sezione rettangolare;
- centro di pressione si trova all'esterno del nocciolo centrale d'inerzia, l'asse neutro cadrà all'interno della sezione rettangolare;
- centro di pressione sul baricentro della sezione e l'asse neutro è infinito.

Per quanto riguarda le sezioni circolari, il nocciolo centrale d'inerzia è descritto da una circonferenza concentrica alla sezione, di raggio pari ad un quarto del raggio della sezione.